# Carlos Alfredo Elías
Carlos Alfredo Elías (Buenos Aires, 20 de octubre de 1969), más conocido como CAE es un cantante y compositor argentino de pop rock y baladas. Integró la agrupación de Glam Metal & Rock llamada Bravo (1989) y alcanzó un gran éxito a comienzos de los años 1990. Su canción más exitosa es la balada "Te recuerdo" y sus álbumes de mayor repercusión fueron Sacrificio y Bravo III. Posteriormente, inició una nueva carrera como solista, alcanzando gran repercusión no solo en Argentina, sino también en Uruguay, Paraguay, Chile y España. Ganó el certamen internacional del Festival de la Canción de Viña del Mar de 1997 con la canción "Para vivir un dulce amor".

## Biografía
Desde temprana edad sintió una gran vocación por la música y comenzó su carrera siendo adolescente. Elías comenzó a estudiar guitarra y piano desde su juventud, lo inició como un juego pero desembocó en tocar en las escuelas y en clubes de su barrio. Ya en su adolescencia, armó varias bandas con sus amigos. 
En el Colegio San José de Villa del Parque, donde cursó sus estudios secundarios, ya mostraba toda su capacidad artística y su histrionismo. Corría 1986 y "Cae" con su grupo Apósito deleitaba a sus compañeros y al barrio de Villa del Parque con sus covers de Soda Stereo (1982) y Duran Duran (1978). Luego, comenzó su carrera artística a fines de los ´80s al integrar, junto a su hermano Ariel, un grupo de Glam Metal & Glam Rock llamado Bravo(1989).

### Carrera con Escocia
A fines de 1989, el cantante Pablo Bruno se desvincularía de la agrupación Escocia (1987) y, a principios de 1990, comenzarían a audicionar cantantes, siendo así como se relacionan con "Cae" Elías. Debido a diferencias extra musicales, con esta formación solo realizarían algunas apariciones, ya que "Cae" emprende un nuevo proyecto e ingresaría al grupo Rocket (más tarde Bravo), en reemplazo del cantante Leo Nievas.

### Carrera con Bravo
Inicialmente la banda se llamaba Rocket. Comenzarían a circular por la escena underground porteña con un estilo muy similar al de la banda norteamericana Bon Jovi(1983). Meses más tarde y con una creciente cantidad de adeptos a su novedosa propuesta de Soft Rock, "Cae" decide cambiar el nombre del grupo, que finalmente se llamaría Bravo.
Con la canción "Desierto sin amor" —que presentan en su primer álbum de estudio del mismo nombre, editado en el año 1991— llegan a posicionarse en el puesto número uno de todos los ranking radiales argentinos durante los primeros meses de 1991, a la vez que se presentaban en los programas más vistos de la televisión, como el show de Videomatch, conducido por Marcelo Tinelli, quien luego sería su padrino artístico. Más tarde saldrían al mercado álbumes como Sacrificio (1992) y Bravo III (1993), discos que llevaron su imagen y voz a la cima de la popularidad en Argentina y Uruguay. Con el tiempo, brindado por la experiencia y popularidad, "Cae", junto a Bravo, obtendrían tres discos de oro y uno de platino, gracias a las ventas y sus numerosos conciertos en vivo.

### Comienzos de su carrera como solista
Bravo (1989) culminaría una gran gira nacional con dos presentaciones en el afamado Teatro Ópera en Buenos Aires, y fue a partir de este momento que, con un gran número de fanáticas y ya considerado un sex symbol, se produce un gran cambio en el artista, quien con un nuevo look personal se lanza como solista con un álbum de neto corte romántico. "Cae" abandona Bravo en 1995. De su primer trabajo como solista sobresalen las canciones "La soledad" y "Cada gota de amor", las cuales fueron inmediatamente éxitos del momento. A los pocos meses, este trabajo es merecedor de los galardones de  disco de oro y platino. En el año 1995 sale a la luz Mañana, su segundo álbum solista, en reconocimiento es invitado a cantar en el recital Homenaje a Carlos Gardel, siendo el artista más joven convocado para dicho evento, compartiendo el escenario con Joaquín Sabina y Armando Manzanero, desbordando orgullo y admiración hacia ellos.
Al poco tiempo, "Cae" realiza una extensa gira de shows en Punta del Este, Uruguay, en donde se presenta ante más de 50000 espectadores y es convocado para cantar el tema central de la teleserie "Mi familia es un dibujo", emitida con gran éxito durante dos temporadas por el canal de TV, Telefe Argentina. Esta teleserie sería llevada al cine, y "Cae" participaría en la banda sonora del film. En el año 1997 presenta un compilado de sus grandes éxitos, creado por la compañía discográfica, ya que el artista se había tomado un descanso en Miami y México.
"Cae" volvió a pisar los escenarios en febrero de 1997, cuando representó a Argentina en el XXXVIII Festival Internacional de la Canción de Viña del Mar en Chile, donde obtuvo el primer puesto de la competencia internacional con la canción "Para vivir un dulce amor", de los autores Víctor Heredia y Carlos Nilson, recibiendo la  Gaviota de Plata.

Ese mismo año, se editó Hombre, disco que fue presentado en toda Latinoamérica, con una fecha en el estadio Vélez Sarsfield ante unas 45000 personas. Editaría en 1998 Electrociudad, dicha producción es presentada en Argentina, Uruguay y Paraguay, en una gira promocional, la cual debió suspenderse debido a diferencias contractuales con su sello discográfico, y a un grave problema de salud que tuviera que afrontar su padre. Decide mantenerse alejado de los escenarios, y se produce así la segunda pausa en su carrera.

### Años 2000
Durante los últimos meses del año 1999 y principios del 2000, comienza a viajar con frecuencia a Santiago de Chile, donde desarrolla su actividad de cantante junto a la de productor artístico. Santa Parranda, su nueva producción discográfica, marcaría el esperado reencuentro del artista con su público. Contiene trece canciones y fue compuesto y grabado en las ciudades de Santiago de Chile, Buenos Aires, La Plata y masterizado en la ciudad de Miami.
Las canciones "Quiéreme un poquito" y "Horas perdidas" serían los sencillos elegidos para la promoción durante el verano del 2001, mientras que el álbum se lanzó para todo el país desde la ciudad de Mar del Plata en el mes de enero.

Durante la primera parte del año 2005, "Cae" decide dar un nuevo giro en su carrera y comienza a preparar un nuevo concepto de espectáculo que lo muestre tal cual es. El 14 de febrero (Día de los enamorados) estrena Historias de amor en canciones, un show con los nuevos clásicos de la música romántica y monólogos sobre el amor, el desamor y la vida en pareja.
En la actualidad el cantautor ha presentado más de catorce placas discográficas —ocho como solista y seis con Bravo(1989)— y realiza giras nacionales e internacionales, presentándose en radio y televisión. En el año 2013 lanzó el álbum Rocklover, el noveno de su carrera solista.
En 2021 el artista fue uno de los concursantes de la 2.ª edición de MasterChef Celebrity Argentina y en 2022 participó de un comercial de queso untable y Yogures de la marca La Serenísima.

## Discografía

### Álbumes con Bravo
- 1991 - Desierto sin amor
- 1992 - Sacrificio
- 1993 - Bravo III
- 2002 - Brv
- 2012 - Intimo & Vivo

## Álbumes como solista
- 1994 - CAE
- 1995 - Mañana
- 1997 - Hombre
- 1998 - Electriciudad
- 2000 - Santa Parranda
- 2005 - Historias de amor en canciones
- 2007 - Las mejores canciones de Bravo en vivo
- 2009 - Nuevo
- 2012 - Rock Lover

### Recopilatorio
- 1996 - 1990–1995